# مساكن دونالد ترمب
نشأ دونالد ترامب في جامايكا إستيتس [الإنجليزية]، وهو حي ثري في كوينز، مدينة نيويورك. انتقل ترامب إلى استوديو في مانهاتن في عام 1971. من عام 1983 حتى عام 2019، كان مقر إقامة ترامب الرئيسي هو شقة البنتهاوس المكونة من ثلاثة طوابق في الطوابق العليا من برج ترامب؛ وفي عام 2019، أعلن أن منتجع مار إيه لاغو في بالم بيتش بولاية فلوريدا هو مقر إقامته الرئيسي. خلال فترة رئاسته من 20 يناير 2017 حتى 20 يناير 2021، أقام ترامب في البيت الأبيض في واشنطن العاصمة.

## المساكن الحالية

### مار إيه لاغو

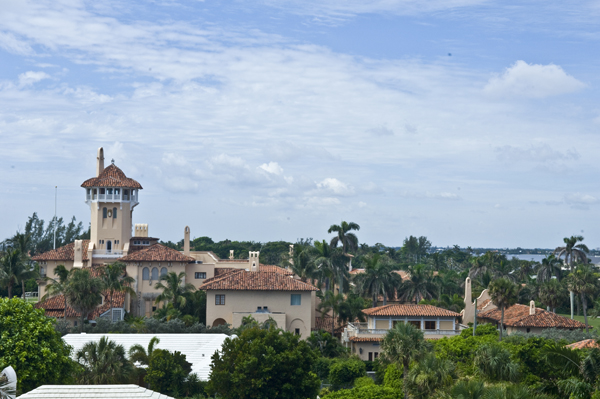
مار إيه لاغو

أصبح منتجع ترامب ومقر إقامته مار إيه لاغو بمثابة المقر الرئيسي لدونالد وميلانيا ترامب منذ سبتمبر 2019. وقد طعن في شرعية هذا الأمر لأنه في عام 1993، وقع ترامب "اتفاقية استخدام" مع بلدة بالم بيتش بولاية فلوريدا، والتي غيرت تسمية مار إيه لاغو من مسكن عائلي واحد إلى ناد خاص. ونص الاتفاق على أن الضيوف، بما في ذلك ترامب، لا يمكنهم البقاء هناك لأكثر من ثلاثة أسابيع غير متتالية في السنة.

### بنتهاوس برج ترامب

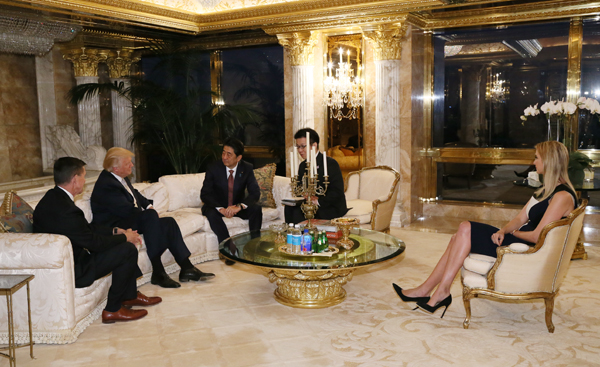
ترامب وشينزو آبي وآخرون في شقة ترامب الفاخرة، 2016

كان البنتهاوس المكون من ثلاثة طوابق في برج ترامب هو المقر الرئيسي لترامب من نوفمبر 1983 حتى سبتمبر 2019، عندما اتخذ مار إيه لاغو كمقر إقامته الرئيسي. قدرت مجلة فوربس قيمة البنتهاوس الذي تبلغ مساحته 11 ألف قدم مربع بنحو 64 مليون دولار في عام 2017. صمم الجزء الداخلي أنجيلو دونغيا بجدران مطلية باللون الأسود والنحاس والماهوجني ولكن أعيد تصميمه لاحقًا على طراز عصر لويس الرابع عشر (تكريمًا عدنان خاشقجي) مع أثاث مزين بالذهب وأرضيات رخامية وأعمدة وطاولات وجدران وأسقف مزخرفة وتماثيل برونزية وثريات كريستالية.

### نادي ترامب الوطني للغولف في بيدمينستر
حجز فيلا في المبنى لاستخدام ترامب الحصري، وتمت إضافة شرفة وشرفة بمساحة 500 قدم مربع ومكونة من طابقين إليها في عام 2017. وصنف المكان مقر إقامة رئاسي ثالث لترامب في عام 2017.

### سبعة ينابيع
يملك ترامب قصر بمساحة 28,322-قدم-مربع (2,631.2 م2) على 200 أكر (81 ها) في بيدفورد ونيو كاسل، نيويورك. يحتوي القصر على ستين غرفة، بما في ذلك ثلاث عشرة غرفة نوم، واثني عشر حمامًا، ومسبحًا داخليًا من الرخام الأبيض. يوجد في الموقع بركتان سباحة آخرتان، بالإضافة إلى حديقة برتقالية من الزجاج والحجارة لزراعة الحمضيات، مع صالة بولينج في الطابق السفلي. تتميز الأراضي بجناح حديقة رسمي، ونافورة في الحديقة الأمامية، وبيت زجاجي وقبو جذور، وبرج مياه حجري. يحتوي العقار أيضًا على منزل على طراز تيودور يُعرف باسم "Nonesuch"، والذي كان مملوكًا سابقًا لعائلة هاينز.
بني القصر في عام 1919 من الحجر الرملي من العقار وفقًا لتصميم المهندس المعماري تشارلز بلات منزلاً صيفياً للممول يوجين ماير وعائلته. أنفق ماير 2 مليون دولار على البناء. توفي ماير في عام 1959، وبعد وفاة زوجته في عام 1970، منحت مؤسسة العائلة 247 أكر (100 ها) من الأرض إلى هيئة الحفاظ على الطبيعة وبقية الممتلكات أولاً إلى جامعة ييل ثم إلى جامعة روكفلر، التي استخدمتها مركزاً للمؤتمرات. اشترى ترامب العقار في عام 1995 مقابل 7.5 مليون دولار. كان القصر بحاجة إلى تجديد، لكن إريك ترامب ودونالد ترامب الابن أمضيا الصيف وعطلات نهاية الأسبوع في العقار، حيث عاشا في أحد بيوت العربات. أظهرت سجلات الضرائب الخاصة بترامب أنه صنف العقار باعتباره عقارًا استثماريًا مما يسمح بإلغاء ضرائب الملكية.

#### خطط التنمية
كان ترامب يخطط في الأصل لبناء ملعب للغولف على العقار، لكن حكومات البلديات الثلاث التي يقع العقار ضمن نطاقها عارضت ذلك، وكان يريد تجنب التنافس مع ملعبه الحالي القريب في Briarcliff Manor. وفي وقت لاحق، فكر في تجديد المنزلين وإعادة تطوير بقية الممتلكات. في البداية اقترح بناء 46 منزلًا عائليًا فرديًا، الأمر الذي عارضته المجتمعات المحلية أيضًا. ثم اقترح بناء 15 قصرًا كان ينوي بيعها مقابل 25 مليون دولار لكل منهما؛ وقد تخلى عن هذا المشروع بعد سنوات من التقاضي.

#### حقوق الارتفاق في مجال الحفاظ على البيئة، والخصومات الضريبية

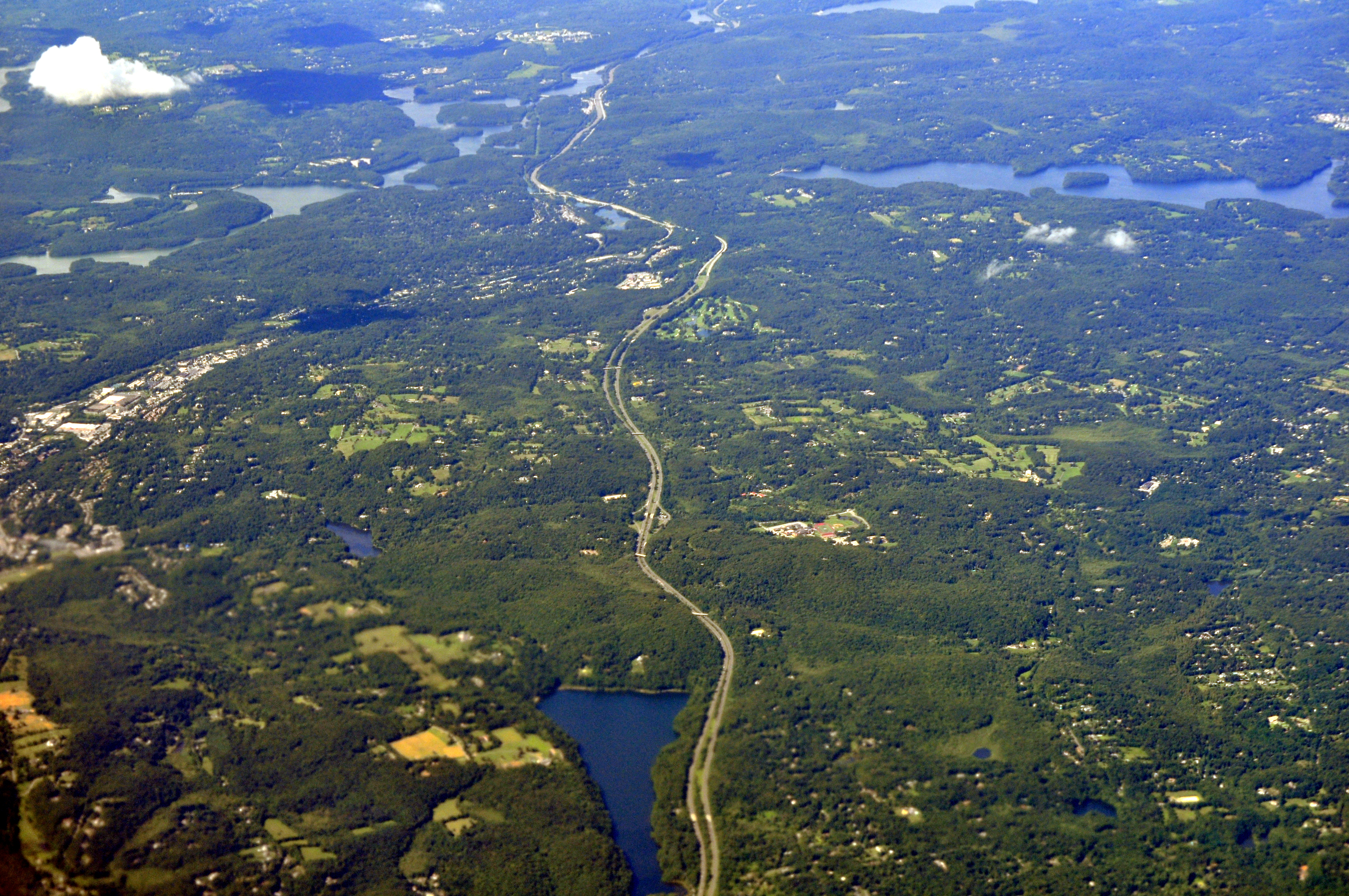
Seven Springs هي المنطقة الخالية على يسار خزان بحيرة بيرام في أسفل هذه الصورة.

منح ترامب حق ارتفاق الحفاظ على البيئة لصندوق الحفاظ على الأراضي وطالب بمبلغ 21.1 مليون دولار خصم ضريبي في عام 2015. ذكرت صحيفة نيويورك تايمز في عام 2020 أن ترامب صنف العقار باعتباره عقارًا استثماريًا في عام 2014 لأغراض ضريبية، مما سمح له بتحصيل ضريبة قدرها 2.2 مليون دولار من خصم ضريبة العقارات والتي لم يكن مؤهلاً للحصول عليها لو استخدم القصر مسكناً شخصياً.
لا تزال التركة موضوع تحقيقين في ولاية نيويورك بشأن التلاعب المحتمل بقيمة العقار لأغراض ضريبية في عام 2021.

## ممتلكات عقارية أخرى

### ترامب بارك
قام دونالد ترامب بتطوير ناطحة سحاب ترامب بارك السكنية المكونة من 38 طابقًا في 106 سنترال بارك ساوث، وغالبًا ما يمتلك وحدات متعددة داخلها، والتي يؤجرها بما يصل إلى 100 ألف دولار شهريًا.

### ترامب بارك أفنيو
يملك ترامب عدة شقق في ترامب بارك أفنيو. بيع البنتهاوس الذي كان مملوكًا لترامب حيث عاشت ابنته إيفانكا وعائلتها من عام 2011 حتى يناير 2017، إلى سيدة الأعمال الصينية الأمريكية أنجيلا تشين مقابل 15.9 مليون دولار في فبراير 2017.

### قلعة بالمير
اشترى ترامب قلعة بالمير في عام 2013، ويقع في الأراضي المنخفضة في الجزء الفرنسي من سانت مارتن، وهو عقار على شاطئ البحر في Plum Bay (Baie aux Prunes بالفرنسية). طرح العقار في عام 2017 في السوق مقابل 28 مليون دولار؛ وبعد ثلاثة أشهر، خفض السعر المطلوب إلى 16 مليون دولار، مما يجعله أكثر توافقًا مع العقارات المماثلة في سانت مارتن. في عام 2024، ادرج العقار للبيع مقابل 15.5 مليون دولار.

## المساكن السابقة

### البيت الأبيض
عاش دونالد ترامب في القصر الرئاسي، البيت الأبيض، في واشنطن العاصمة، خلال فترة رئاسته. ظلت زوجته ميلانيا وابنهما بارون في برج ترامب حتى نهاية العام الدراسي 2016-2017 لبارون. ومن المقرر أن يعيش دونالد ترامب في البيت الأبيض مرة أخرى خلال فترة ولايته الثانية التي تبدأ في 20 يناير/كانون الثاني 2025.

### الملكات

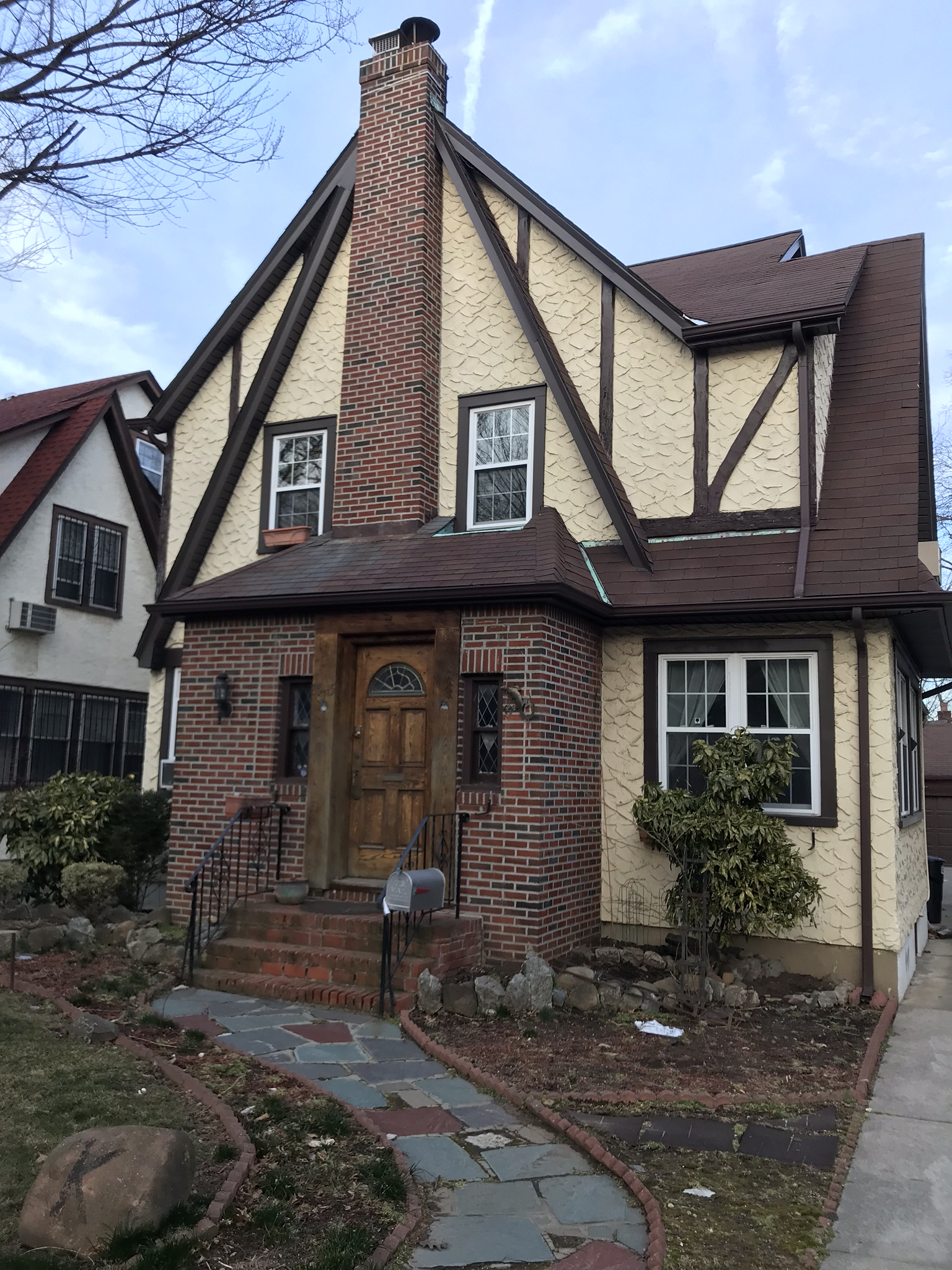
85-15 Wareham Place في Jamaica Estates، كوينز، مدينة نيويورك

عاش ترامب مع عائلته في 85-15 Wareham Place في Jamaica Estates، وهو حي ثري في كوينز، مدينة نيويورك حتى بلغ الرابعة من عمره. بنى المنزل والد ترامب، فريد ترامب، وهو مطور عقارات، المكون من ست غرف نوم على الطراز تيودور، إما في عشرينيات القرن العشرين  أو في عام 1940 (تختلف المصادر). انتقلت العائلة إلى منزل أكبر في عام 1950، بناه أيضًا فريد ترامب، في 85-14 ميدلاند باركواي على الجانب الآخر من نفس المبنى؛ كان القصر المكون من 23 غرفة يشغل قطعتي أرض متجاورتين مباشرة خلف الفناء الخلفي لـ 85-15 ويرهام بليس. عاش والدا ترامب هناك لبقية حياتهما.
طرح المنزل الواقع في 85-15 Wareham Place للبيع في يوليو 2016، أثناء الحملة الرئاسية. عرض في البداية بسعر 1.65 مليون دولار، وبيع المنزل من مستثمر العقارات في مانهاتن مايكل ديفيس مقابل 1.4 مليون دولار تقريبًا في ديسمبر. وفقًا لصحيفة نيويورك تايمز، بيع المنزل في مارس 2017 مقابل 2.14 مليون دولار إلى "شركة ذات مسؤولية محدودة يمثلها مكتب محاماة متخصص في الاستثمار الأجنبي الصيني". وادرج المنزل على خدمة تأجير المنازل إير بي إن بي مقابل 725 دولارًا في الليلة في عام 2017. بعد محاولة بيعه بـ 2.9 مليون دولار في فبراير 2019، فشل المزاد الذي كان من المقرر أن ينتهي في 14 نوفمبر حيث لم تقدم أي عطاءات مؤهلة.

### الحياة المدرسية

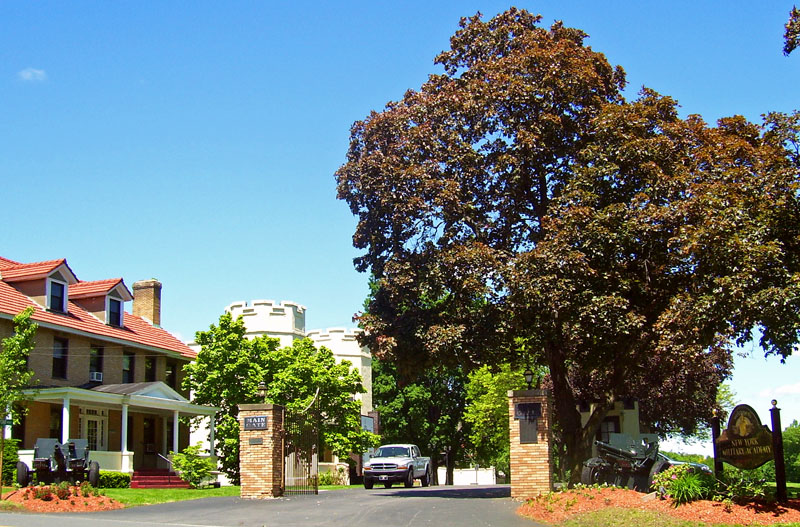
أكاديمية نيويورك العسكرية

ابتداءً من سن 13 عامًا، التحق ترامب بالأكاديمية العسكرية في نيويورك، وهي مدرسة داخلية خاصة في كورنوال، نيويورك، وأقام فيها. التحق بعد ذلك بجامعة فوردهام لمدة عامين ثم انتقل إلى كلية وارتون في جامعة بنسلفانيا، حيث عاش في منازل مستأجرة خارج الحرم الجامعي.

### بنتهاوس مانهاتن
في سبعينيات القرن العشرين، عاش ترامب في شقة بنتهاوس في فينيكس، وهو مبنى سكني فاخر يقع في شارع 65 في الجانب الشرقي العلوي في مانهاتن. كانت الشقة تحتوي على نوافذ بانورامية كبيرة؛ وقد قام بتزيين الجزء الداخلي باللون البيج والبني والكروم.

### قصر غرينتش
اشترى ترامب 20,000-قدم-مربع (1,900 م2) قصر في غرينتش، كونيتيكت، في عام 1982 مقابل 4 ملايين دولار. كان المنزل يحتوي على ثماني غرف نوم وإحدى عشر حمامًا ومساحة 4,000 قدم مربع (370 م2) بيت ضيافة، وملعب جولف وملعب تنس، وحمامات سباحة داخلية وخارجية، وساونا. حصلت إيفانا ترامب على القصر كجزء من التسوية في عام 1991 في طلاقها من دونالد ترامب. باعتها بمبلغ 15 مليون دولار في عام 1998.

### شقة في الجادة الخامسة
كان دونالد وإيفانا ترامب (زوجته في ذلك الوقت) يعيشان في شقة في الجادة الخامسة في مانهاتن، والتي كانت مزينة بأرائك مخملية باللون البيج وطاولات من جلد الماعز. وفقًا لصديقة العائلة نيكي هاسكل، عاش دونالد وإيفانا في برج الأوليمبيك قبل الانتقال إلى 800 الجادة الخامسة.

### سكن فيرجينيا
يملك ترامب مسكنًا في قصر Trump Vineyard Estates، وهو عبارة عن 45 غرفة بمساحة 23,000 قدم مربع (2,100 م2).

### بيفرلي هيلز
امتلك ترامب قصرًا مكونًا من خمس غرف نوم في North Canon Drive في بيفرلي هيلز، كاليفورنيا، من عام 2007 إلى عام 2019. كان قد اشتراه في الأصل مقابل 7 ملايين دولار، وادعى أن المنزل يستحق 6 ملايين دولار لأغراض ضريبية. نادرًا ما استخدم ترامب هذا العقار، وقام بطرحه في السوق وتأجيره في أوقات مختلفة. في يونيو 2019، باع العقار بهدوء، خارج السوق، مقابل 13.5 مليون دولار لشركة Hillcrest Asia Limited، وهي شركة مملوكة لشريك ترامب، الملياردير الإندونيسي هاري تانويسوديبوجو.
من عام 2008 إلى عام 2009، امتلك ترامب منزلًا مجاورًا، وهو قصر على الطراز اليوناني الحديث، يحتوي على 11 غرفة نوم، بني عام 1981. اشتراها ترامب بمبلغ 10.35 مليون دولار، لكنه باعه بمبلغ 9.5 مليون دولار. كان في السابق مقر إقامة الرئيس الغابوني عمر بونغو، الذي توفي في عام 2009.